# سينليس (باد كاليه)
سينليس، باد كاليه (بالفرنسية: Senlis, Pas-de-Calais)‏ هي بلدية تقع في إقليم باد كاليه من منطقة نور با دو كاليه في شمال فرنسا. تبلغ مساحة هذه المدينة 4.9 (كم²)، وترتفع عن سطح البحر 89 م، يبلغ عدد سكانها 198 نسمة حسب إحصاء المعهد الوطني للإحصاء والدراسات الاقتصادية سنة 2009 م. وترأس جاك كارون البلدية خلال فترة (2001-2008).